# Medlingen

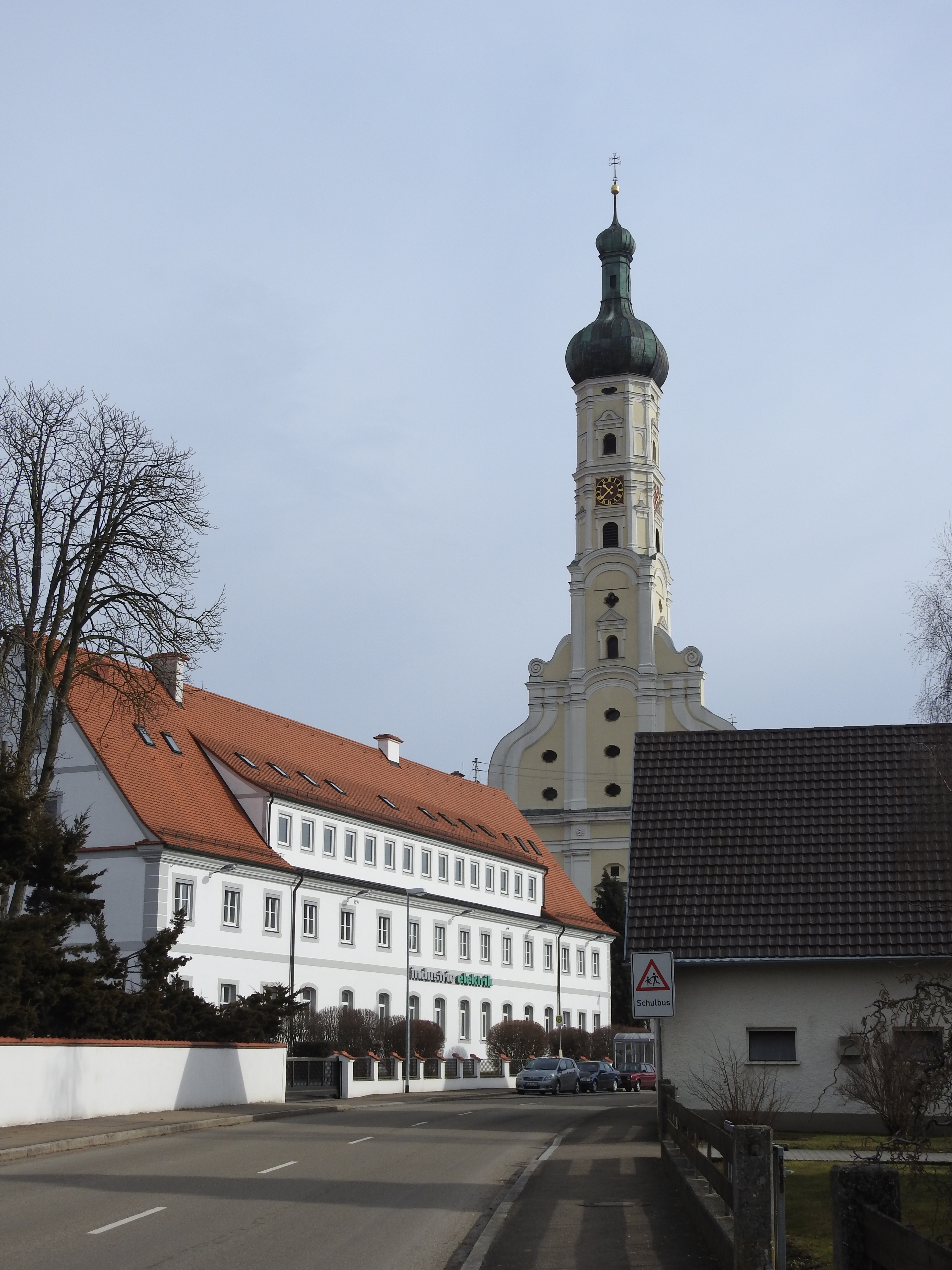
Obermedlingen – Hauptstraße mit Klosterkirche

Medlingen ist eine Gemeinde im schwäbischen Landkreis Dillingen an der Donau.

## Geografie

### Geografische Lage
Medlingen liegt im Donautal am Rande der Schwäbischen Alb direkt an der Landesgrenze zu Baden-Württemberg. Medlingen liegt etwa in der Mitte der Kreisstädte Ulm, Dillingen an der Donau, Günzburg und Heidenheim an der Brenz.

### Gemeindeteile
Die Gemeinde hat vier Gemeindeteile (in Klammern ist der Siedlungstyp angegeben):
- Bächingermühle (Einöde)
- Obermedlingen (Pfarrdorf)
- Untermedlingen (Kirchdorf)
- Viehhof (Einöde)

### Verwaltungsgemeinschaft
Im Jahre 1978 wurde im Rahmen der kommunalen Gebietsreform Medlingen der Verwaltungsgemeinschaft Gundelfingen an der Donau zugesprochen. Neben Medlingen und Gundelfingen gehören dazu die Orte Haunsheim und Bächingen. Die zugehörigen Gemeinden besitzen weiterhin Selbständigkeit (eigener Bürgermeister).
Zur Verwaltungsgemeinschaft (VG) gehören etwa 11.500 Einwohner. Der erste Bürgermeister der Stadt Gundelfingen ist gleichzeitig Leiter der VG.

## Geschichte
Die erste Erwähnung des Namens Maedlingen geht auf das Jahr 1217 zurück, wobei nicht sicher ist, ob Obermedlingen oder Untermedlingen gemeint war. Der Name bedeutet zu den Leuten eines Madilo. Obermedlingen wurde erstmals 1260 genannt, und die beiden Dörfer wurden erstmals 1317 durch den Zusatz der Kirchenpatronin St. Radegund Maedlingen unterschieden. Untermedlingen ist danach auch als Radgund-, Radgen-, Rad- und Ratenmaedlingen oder Nidermedlingen bekannt, bevor 1399 erstmals der Name Untermedlingen fiel.
Im Allgemeinen ist die Geschichte beider Gemeindeteile eng mit der des Obermedlinger Klosters verbunden.

### Eingemeindungen
In den Jahren 1973 und 1974 sprachen sich die Bürger von Obermedlingen und Untermedlingen in zwei geheimen Abstimmungen für einen Zusammenschluss der beiden Gemeinden aus. Der gemeinsame Name Medlingen wurde von einer großen Mehrheit befürwortet. Der endgültige Zusammenschluss zur Einheitsgemeinde Medlingen erfolgte mit Wirkung vom 1. Januar 1975.

### Einwohnerentwicklung
Zwischen 1988 und 2018 wuchs die Gemeinde von 832 auf 1021 um 189 Einwohner bzw. um 22,7 %.

## Politik

### Gemeinderat
Der Gemeinderat hat zwölf Mitglieder. Seit der Kommunalwahl 2020 verteilen sich die Sitze auf folgende Listen:
| Parteien und Wählergemeinschaften      | % 2020 | Sitze 2020 |
| -------------------------------------- | ------ | ---------- |
| Bürgerliste                            | 38,2   | 5          |
| Unabhängige Wählervereinigung          | 36,5   | 4          |
| Freie Wählervereinigung Untermedlingen | 25,4   | 3          |
| Gesamt                                 | 100,0  | 12         |
| Wahlbeteiligung in %                   | 63,5   | 63,5       |

### Bürgermeister
Erster Bürgermeister ist seit 2002 Stefan Taglang (UWV). Am 16. März 2014 wurde dieser mit 96,08 % der Stimmen wiedergewählt, am 15. März 2020 erreichte er 96,6 % der Stimmen.

## Verwaltung
Die Gemeinde ist Mitglied der Verwaltungsgemeinschaft Gundelfingen an der Donau.

## Wappen
| Wappen von Medlingen | Blasonierung: „Unter blauem Schildhaupt, darin ein rechts springender silberner Hund mit einer goldenen Fackel im Maul, im Zinnenschnitt schräg geteilt von Gold und Rot, oben schräg nebeneinander drei schwarze Hirschspuren.“ |
| Wappen von Medlingen | |

## Kultur und Sehenswürdigkeiten

### Bauwerke
- ehemaliges Kloster und Stiftskirche in Obermedlingen mit einem herausragenden – das Orts- und Landschaftsbild prägenden – Kirchturm.
- Lorettokapelle in Obermedlingen, mit prächtigem Rokokoaltar, 1758 geweiht
- Filialkirche St. Radegundis in Untermedlingen, barocker Bau, 1762 geweiht

### Naturdenkmäler
- Die mehrere Hundert Jahre alte, markante Bächinger Linde (tatsächlich aber eine Bergulme) auf halber Strecke zwischen Obermedlingen und Bächingen wurde 2003 als Naturdenkmal unter besonderen Schutz gestellt.

## Infrastruktur
Von Medlingen ist die Autobahn A 7 (ca. zehn Minuten über die B 492) und die A 8 (ca. 15 min über die B 16) ohne Umwege schnell erreichbar. Die B 16 ist etwa zwei Kilometer entfernt. Medlingen liegt unweit entfernt von den Kreisstädten Ulm (ca. 30 min), Heidenheim (ca. 15 min), Günzburg (ca. 15 min) und Dillingen (ca. 15 min).

## Söhne und Töchter des Ortes
- Benedict von Holland (* 16. Dezember 1775 in Obermedlingen; † 18. Juni 1853 in München), Benediktiner, unter anderem Professor der Theologie in der Reichsabtei Neresheim und Professor für Philosophie sowie Direktor des Seminars zu Neuburg[6]